# ابراهیم ال حترش
ابراهیم ال حترش (انگلیسی: Ibrahim Al Hatrash؛ زادهٔ ۷ ژوئیهٔ ۱۹۹۰) یک ورزشکار اهل عربستان سعودی است.
از باشگاه‌هایی که در آن بازی کرده‌است می‌توان به باشگاه فوتبال نجران عربستان سعودی اشاره کرد.